# Bernerkonventionen (ophavsret)
 For alternative betydninger, se Bern-konventionen. (Se også artikler, som begynder med Bern-konventionen)
Bernerkonventionen er en international aftale på ophavsretsområdet indgået i 1886 og senest revideret i 1971. Danmark tiltrådte i 1903. Konventionen gjorde det muligt for kunstnere at nyde ophavsretlig beskyttelse i andre lande end deres eget.

## Grundpiller
- Minimumsregler: beskyttelsestid, kopieringsbestemmelser osv. er omfattet af et sæt minimumsregler, som alle lande i konventionen skal følge.

- Ingen formalitetskrav: intet land kan stille krav mod andre landes kunstnere for at de kan opnå beskyttelse i landet. Mao. kan man ikke stille krav om, at kunstneren skal registreres i landet eller at ©-tegnet skal bruges. Begge krav betød, at USA blev nødt til at lave sin lovgivning om, da det endeligt tiltrådte Bernerkonventionen.

- National behandling: de tiltrådte lande skal behandle andres landes kunstnere mindst lige så godt, som de behandler deres egne. Der er altså tale om, at der ikke må diskrimineres mod udenlandske kunstnere. Den omvendte situation er dog mulig, så udenlandske kunstnere må godt beskyttes bedre end egne.

- Terrotorialprincippet: siger, at det enkelte land ikke kan bestemme ophavsretsloven i andet end sit eget territorium. Krænkelser af en dansk kunstner i Sverige kan således aldrig reguleres i dansk lov, men alene i svensk ditto.

## Supplerende aftaler
Supplerende aftaler indenfor ophavsretten er WIPO Copyright Treaty, som dækker nyere teknologiske fremskridt som software, databaser og internettransmissioner. Endvidere skal nævnes Romkonventionen, som beskytter udøvende kunstnere, pladeproducenter og også radio og tv. WIPO Performances og Phonograms Treaty formodes at afløse Romkonventionen. WPPT har et højere beskyttelsesomfang.